# Polycyrtus capitator
Polycyrtus capitator är en stekelart som först beskrevs av Fabricius 1804.  Polycyrtus capitator ingår i släktet Polycyrtus och familjen brokparasitsteklar. Inga underarter finns listade i Catalogue of Life.